# Killer of Sheep
Pour plus de détails, voir Fiche technique et Distribution.
Killer of Sheep (qui peut se traduire de l'anglais par « tueur de mouton ») est un film américain en noir et blanc réalisé par Charles Burnett et sorti en 1977.
Le film oscille entre burlesque et réalisme d'avant-garde, avec un filmage à la limite de l'improvisation, et plusieurs plans séquences.

## Résumé
Stan travaille aux abattoirs de Los Angeles et perd le moral. Il fréquente des voyous mais ne cède pas à l'appel de la délinquance. De galère en galère, il mène sa petite vie avec des bonheurs fugaces.
La musique noire américaine rythme le film.

## Fiche technique
- Titre : Killer of Sheep
- Réalisation : Charles Burnett
- Scénario : Charles Burnett
- Production : Charles Burnett
- Photographie : Charles Burnett
- Montage : Charles Burnett
- Pays d'origine : États-Unis
- Format : Noir et blanc - 1,33:1 - Mono
- Genre : Drame
- Durée : 83 minutes
- Date de sortie : 1977

## Distribution
- Henry G. Sanders : Stan
- Kaycee Moore : la femme de Stan
- Charles Bracy : Bracy
- Angela Burnett : la fille de Stan
- Eugene Cherry : Eugene
- Jack Drummond : le fils de Stan